# Société ivoirienne de câbles
Société ivoirienne de câbles est une société anonyme au capital de 740 000 000 F CFA implantée en Côte d'Ivoire. Dirigée par Frédéric TAILHEURET, elle est spécialisée dans la fabrication de fils et câbles électriques. Elle fait partie du groupe PRYSMIANGOUP. Son siège social est à Abidjan. Elle est cotée à la BRVM.